# 阿V
阿V（音譯：維韋克·馬布巴尼；1982年10月16日—）是香港的棟篤笑藝人、音乐人及新媒体设计师。

## 背景
馬布巴尼是印度裔的信德族人，在香港西營盤成長。他在一个说英语的印度家庭中长大，自言因生活環境被非印裔人包圍而面临许多文化挑战。早年就讀灣仔聖若瑟小學，中學毕业于拔萃男書院，後在香港城市大学获得创意媒体学位，目前经营自己的设计公司。 
馬布巴尼以英语和广东话作棟篤笑表演，是香港外賣棟篤笑俱樂部常駐的台柱和主持人。2007年，他在「香港最有趣的人」評選中，赢得了粤语类奖项，并且入围了英语类的决赛；翌年，他赢得了英语类決賽。 
馬布巴尼是亦是香港的金屬蕊樂隊Eve of Sin的鼓手及原创成员。截至2016年9月，该乐队暫休。 2008年，馬布巴尼獲花旗银行聘请，為其在香港的移动金融服务宣傳。